# Stress
Stress is een vorm van spanning die in het lichaam van mensen, dieren of planten optreedt als reactie op externe prikkels en die gevolgd wordt door een bepaald patroon van fysiologische reacties.

## Definities
Stress kent veel verschillende definities en blijft tot op heden een vage term binnen de literatuur. Zo kan stress bijvoorbeeld gedefinieerd worden als “een echte of een als echt
gepercipieerde bedreiging van de fysiologische of psychische integriteit”(zoals geciteerd in Mcewen, 2007). In merendeel van de gevallen wordt stress echter beschreven aan de hand van de stressrespons, ofwel de manier waarop een individu reageert op een stressvolle gebeurtenis. Selye (1956) definieert stress als “de niet-specifieke reactie van het lichaam op de eisen van buitenaf (de externe “stressor”) en dus een onvermijdelijk gevolg van het leven”. In biomedische termen wordt stress dan weer beschreven als een situatie waarin de adrenale glucocorticoïden en catecholamines verhoogd zijn omwille van een bepaalde ervaring(Elenkov, papanicolaou, Wilder & Chrousos, 1996).

Er bestaan ook verschillen in opvatting over wat stress veroorzaakt. Stress kan heel ruim worden omschreven als een reactie op elke prikkel of conditie die spanning veroorzaakt, maar ook in engere zin als een reactie op een negatieve of aversieve prikkel.
In de ruime omschrijving kan dus zelfs een plezierige situatie die spanning oproept, zoals de huwelijksdag of op vakantie gaan, als stress worden opgevat. Ook is er positieve stress als men zich geestelijk en lichamelijk voorbereidt op een wedstrijd, een bijzondere prestatie op het werk, enzovoort. Selye (1956) benoemt deze vorm van stress met de term 'eustress'. Eustress, ofwel 'positieve stress' wordt in de literatuur vaak vergeten. Deze ‘goede stress’ speelt echter een belangrijke rol in het presteren van individuen. Selye (1956) vond dat er een optimaal niveau van stress bestaat, waaronder individuen de beste prestaties leveren. Het idee achter het optimale niveau van
stress is ontstaan vanuit de Yerkes-Dodson wet, ofwel de omgekeerde U-diagram waarbij stress op de horizontale as wordt geplaatst en prestatie op de verticale as (Yerkes & Dodson, 1908). Na enige tijd verdwijnt deze spanning weer en keert het lichaam terug in een toestand van rust. Als stress niet in het belang van een persoon is en als een nare gebeurtenis wordt ervaren, spreken we van negatieve stress ofwel 'distress'. Vast staat dat vooral de negatieve spanningen een gevaar vormen voor de gezondheid, omdat zij de grootste en meer langdurige effecten hebben op het centrale en autonome zenuwstelsel.

## Stressoren

### Stress als stimulus- of omgevingsconditie
Er is veel experimenteel onderzoek gedaan naar stimulus- of omgevingscondities die een negatief effect hebben op cognitieve prestaties. Enkele bekende voorbeelden zijn: lawaai, gebrek aan slaap, te veel informatie, bepaalde drugs zoals alcohol, en een hoge omgevingstemperatuur (hitte). Men noemt dit ook wel het stimulusmodel van stress. Het model staat het dichtst bij de oorspronkelijke natuurkundige betekenis van stress als een kracht die op een lichaam inwerkt. Critici van het stimulusmodel hebben naar voren gebracht dat stress niet louter een functie is van objectieve condities, maar ook van de interne beleving en subjectieve factoren, zoals het wel of niet kunnen controleren van de lawaaibron, ergernis en dergelijke. Desondanks lijkt het toch mogelijk om condities te vinden die voor de meeste mensen als stressvol worden ervaren.

### Stress en werkdruk
Zo blijkt langdurige mentale inspanning en werkdruk op den duur tot stress te leiden. Het inlassen van rustperiodes kan dit voorkomen. Mensen kunnen echter heel verschillend reageren op een verhoogde werkdruk. Zo is de een goed bestand tegen een hoge werkdruk, en de ander niet. Bij de selectie van personeel wordt vaak rekening gehouden met de mate waarin iemand bestand is tegen werkdruk. Iemand met 'Hart voor de zaak' is ook extra kwetsbaar. Hierdoor kunnen frustraties en teleurstellingen hoog oplopen. Wanneer bijvoorbeeld binnen het bedrijf andere keuzes worden gemaakt, of het niet goed gaat met het bedrijf.

### Stress en emoties
Stressoren in het emotionele vlak zijn meestal negatieve prikkels of situaties die sterke emoties zoals angst, verdriet of woede oproepen. Voorbeelden hiervan zijn: straf, dreiging van gevaar, ontslag op het werk, niet kunnen voldoen aan een bepaalde eis, en het verlies van een geliefde. Kortom: situaties die de basisbehoeften van de mens, zoals veiligheid, gezondheid, liefde en middelen van bestaan, in gevaar brengen.

### Stress en persoonlijkheid
Hoog neuroticisme is de sterkste persoonlijkheidsvoorspeller voor stresssymptomen. Stressvolle negatieve levensgebeurtenissen voorspellen echter ook toenames in neuroticisme. Verder zijn eigenschappen als perfectionisme een belangrijke trigger. Het nooit goed genoeg doen kan zorgen voor een voortdurende ontevredenheid. Dit kost heel veel tijd en energie.

### Stress en prestatie
Er blijkt een (omgekeerd) kromlijnig verband te bestaan tussen de sterkte van een stressor en het niveau van een prestatie, ook wel de Yerkes-Dodson wet, of omgekeerde U-relatie genoemd. Dit houdt in dat milde vormen van stress (bijvoorbeeld een beetje lawaai, spanning, of slaapgebrek) een positief effect hebben op de prestatie, en meer intense vormen van stress (heel hard lawaai, veel spanning of ernstig slaapgebrek) een negatief effect hebben op de prestatie. Er is ook een persoonspecifiek optimaal niveau van stress waarbij de prestatie maximaal is.

## Invloed van de fysieke omgeving

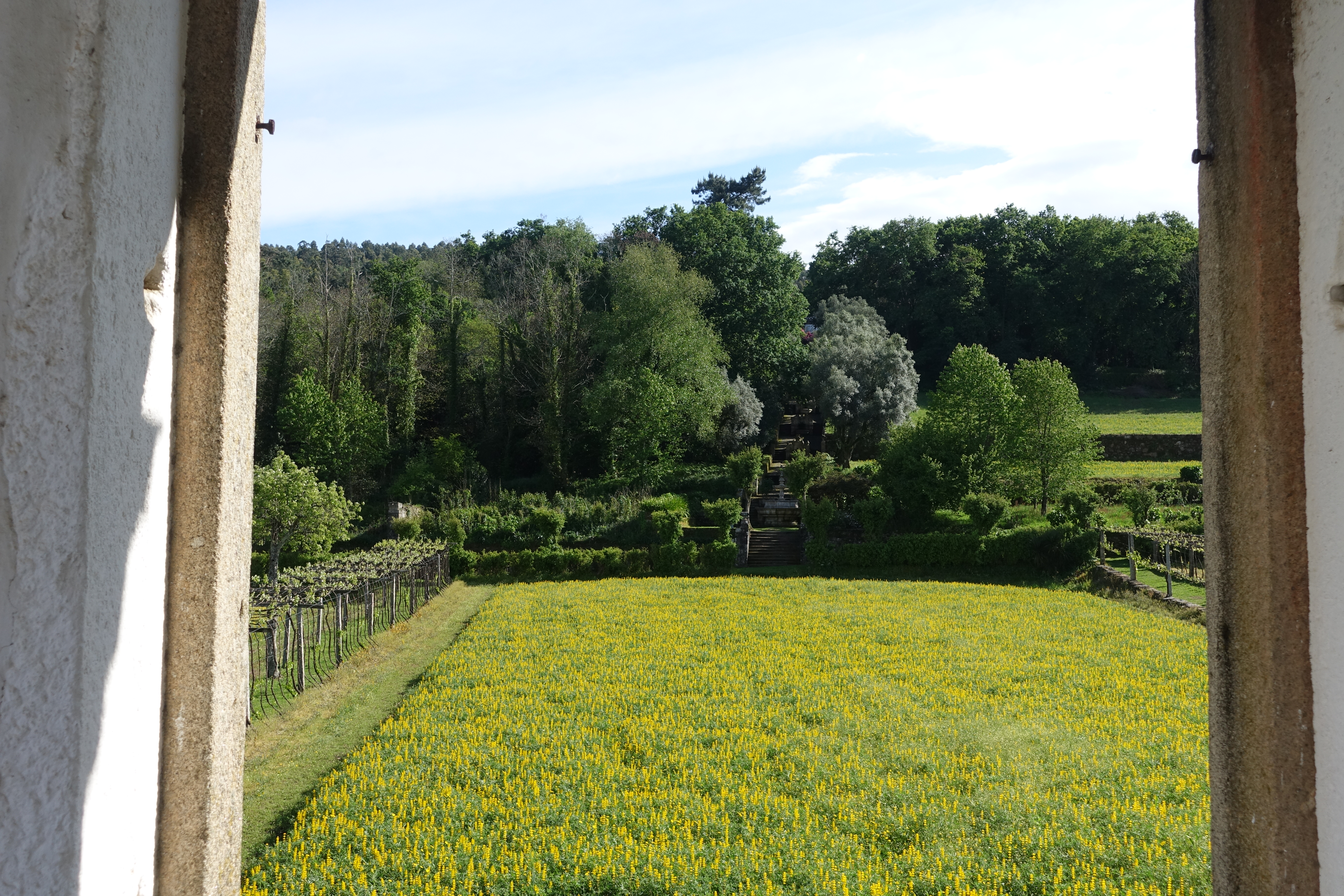
Alleen al het zicht op groen heeft een stressreducerende werking

Kijken naar een groene omgeving heeft een stressreducerende werking en herstelt het concentratievermogen (van aandachtsmoeheid).
Gedrags- en psychiatrische stoornissen komen vaker voor bij bewoners van grote steden dan bewoners van het platteland. Het is nog onduidelijk of dit komt door sociale of milieufactoren of de verhoogde stress van het jachtige stadsleven, dan wel van een selectie-effect. Zo zou de stad meer labiele mensen kunnen aantrekken dan het platteland. Stadsbewoners vertonen bovendien in een onplezierig stressexperiment een hogere activatie van hersengebieden dan plattelandsmensen. Dit waren vooral gebieden die met emotionele verwerking van negatieve stress zijn geassocieerd, zoals de amygdala en cortex cingularis anterior. De laatste studie suggereert dat stedelingen heftiger reageren op onaangename stresssituaties dan mensen op het platteland.

## Stressrespons

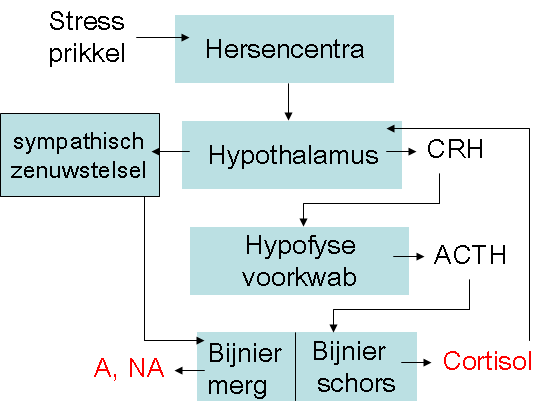
Schematisch model van de stressrespons (zie tekst), A=adrenaline, NA= noradrenaline. Links: snelle route, rechts: langzame route

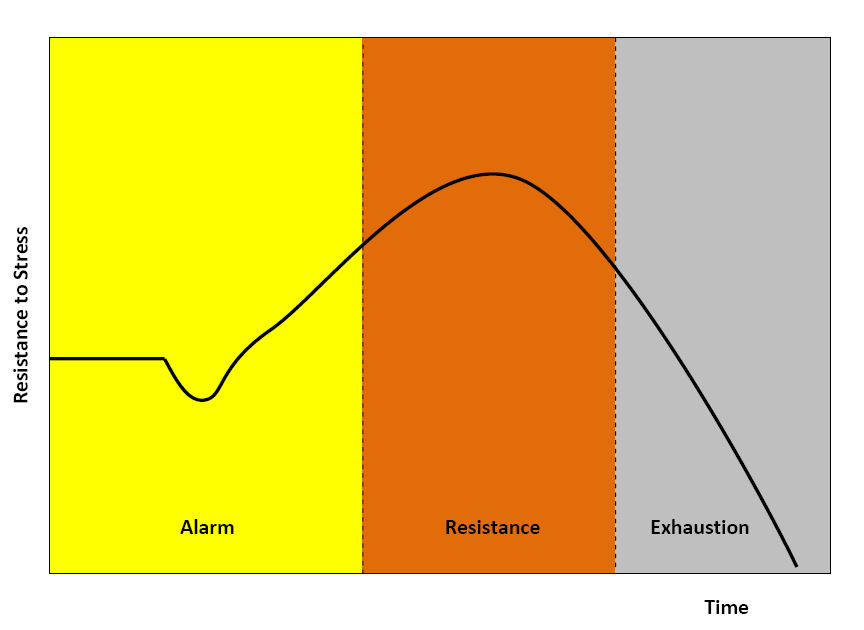
Drie fasen in het verloop van de stressreactie volgens Selye

### Fysiologie
Stress gaat gepaard met een verhoogde fysiologische activiteit, of arousal. De fysiologische reactie op stressprikkels wordt gezien als een noodreactie (emergency reaction) van het organisme om het hoofd te kunnen bieden aan bedreigende situaties. Men spreekt ook wel van een vecht- of vluchtreactie. De stressrespons komt via twee verschillende zenuwbanen tot stand (zie figuur rechts). Er is een snelle reactie van het autonome zenuwstelsel, en een langzamere reactie die tot stand komt via de baan hypothalamus-hypofyse-bijnierschors.
De snelle reactie berust op activiteit van het sympathische zenuwstelsel, die zorgt voor het vrijmaken van adrenaline en noradrenaline in de bloedbaan door het bijniermerg.
In de tweede en langzamer route spelen drie stoffen een rol. De stressprikkel bereikt de hypothalamus. Deze produceert een peptide, CRH geheten. Dit stimuleert de voorkwab van de hypofyse tot productie van het hormoon ACTH, dat op zijn beurt de bijnierschors stimuleert tot productie van corticosteroïden waaronder het stresshormoon cortisol. Afscheiding van cortisol in de bloedbaan leidt tot een verhoging van het bloedsuikergehalte (glucosespiegel) en verhoogt het metabolisme. Het remt ten slotte via terugkoppeling weer de cellen in de hypothalamus die de stressreactie veroorzaakten. Cortisol wordt gezien als een stof die het lichaam helpt om energie te mobiliseren, waardoor men beter opgewassen is tegen bedreigende situaties. Het stressniveau (gehalte van noradrenaline en adrenaline) kan achteraf worden bepaald via het bloedplasma of de urine.

### Stress en hersenen
Affectieve prikkels die stress veroorzaken worden eerst in onze hersenen verwerkt. Daar vindt de primaire evaluatie van de prikkel plaats: is een gebeurtenis positief of negatief c.q. prettig of bedreigend? Stressvolle gebeurtenissen activeren vervolgens via de hypothalamus allerlei endocriene reacties. De vrijkomende stresshormonen en neurotransmitters hebben niet alleen een effect op de perifeer lichamelijke processen, maar koppelen ook weer terug naar de hersenen, die hierdoor in een toestand van verhoogde arousal komen te verkeren. Bij het laatste blijken vooral de snellere noradrenerge banen die komen van de locus caeruleus van belang te zijn. Dit maakt snelle reacties op gebeurtenissen in de omgeving mogelijk, maar gaat tegelijkertijd ten koste van overdacht handelen. Andere gevolgen zijn een aanscherping van de zintuigfuncties en het verbeteren van het geheugen voor gebeurtenissen die de stressreactie hebben uitgelokt. Stress leidt in de hersenen ook tot een reconfiguratie van grootschalige netwerken Dit komt onder meer tot uiting in een betere informatie-uitwisseling tussen hersengebieden die de autonome-endocriene reacties aansturen (zoals het limbisch systeem) en gebieden die de aandacht en het oriëntatievermogen reguleren (de posterieure en frontale hersengebieden).

### Verloop
Fysiologische reacties op stress blijken volgens een vast patroon te verlopen, dat door de endocrinoloog Hans Selye het General Adaptation Syndrome is genoemd. Er spelen hierbij drie fasen een rol. Dit zijn achtereenvolgens een kortdurende alarmfase, een weerstandsfase, en een uitputtingsfase. In de alarmfase is er sprake van een kortdurende verlaagde weerstand van het lichaam. In de weerstandsfase is de weerstand tegen stress verhoogd, en in de uitputtingsfase is deze weer verlaagd. Als iemand deze fasen heeft doorlopen, duurt het enige tijd voordat men weer op het normale niveau is teruggekeerd. Als de situaties die spanningen oproepen echter te snel op elkaar volgen, heeft het individu te weinig tijd om te herstellen en raken de verdedigingsbronnen van het lichaam uitgeput.

## Schadelijke effecten
Langdurige stress en verhoging van de cortisolspiegels in het bloed kunnen schadelijk voor de gezondheid zijn, omdat het gepaard gaat met een verandering in de werking van het immuunsysteem. Ook kan een chronisch verhoogd cortisolniveau leiden tot beschadiging van neuronen in de hippocampus en geheugenproblemen. Vooral bij oudere personen met verhoogde cortisolniveaus blijkt een kleinere hippocampus in combinatie met geheugenproblemen voor te komen. Hans Selye onderscheidde naast de negatieve stress (door hem distress genoemd) ook een positieve vorm van stress die hij eustress noemde. Deze zou een juist een positief effect hebben op functioneren en gezondheid.

## Omgaan met stress
Coping, dat wil zeggen omgaan met of controleren van negatieve prikkels of onaangename situaties, kan invloed hebben op een stressrespons, en of iemand wel of niet stress ervaart. Dieronderzoek heeft laten zien dat als ratten controle kunnen uitoefenen op de sterkte van een aversieve prikkel, zoals een elektrische schok, zij minder lichamelijke stresssymptomen ontwikkelen dan ratten die dat niet kunnen, terwijl zij precies dezelfde dosering van schokken ondergaan. Hetzelfde principe lijkt voor mensen op te gaan. Geen controle kunnen uitoefenen op de oorzaak van stress zou volgens Seligman kunnen leiden tot aangeleerde hulpeloosheid en depressiviteit.

## Stress en sociale status bij mens en dier
In de mensenwereld blijken mensen met een hogere sociaal-economische status een grotere kans te hebben op stressgerelateerde cardiovasculaire aandoeningen. In de dierenwereld blijken in kolonies van wilde bavianen dominante mannetjes die een hoge plaats innemen in de sociale hiërarchie meer geslachtshormonen (testosteron), maar minder stresshormonen (glucocorticoïde) te produceren dan lager geplaatste mannetjes. Een uitzondering hierop vormen de topmannetjes, of alfabavianen, die naast hoge testosteronniveaus juist veel méér stresshormonen vertonen dan de nummers twee in rang (de betabavianen). Onderzoekers menen dat alfamannen die voorrang hebben bij voortplanting en keuze van vrouwtjes een hoge tol moeten betalen voor hun toppositie in de vorm van meer stress. Uit onderzoek blijkt dat interactieve acties met dieren stress vermindert.

## Stressstoornissen
Als een mens te lang stress ervaart of als deze te intens is (bij een psychotrauma), heeft dit nadelige gevolgen voor lichaam en geest. Klachten die daarbij kunnen optreden zijn: jachtige gevoelens, hoofdpijn, spierpijn en slaapproblemen. Te veel stress kan ook verantwoordelijk zijn voor nervositeit, overspannenheid, depressie, burn-out, (stressgerelateerde) maculadegeneratie en angststoornissen. Een posttraumatische stressstoornis is het gevolg van ingrijpende gebeurtenissen zoals gijzeling, oorlog of marteling. Deze stoornis kan pas later na de gebeurtenissen aan het licht komen, en maanden voortduren. Een acute stressstoornis is een heftige en korter durende reactie op een stressvolle gebeurtenis, zoals mishandeling of een ernstig ongeluk. De kans op het krijgen van een stressstoornis blijkt mede afhankelijk te zijn van persoonlijkheidsfactoren, gezins- of jeugdproblematiek, en mogelijk ook erfelijke factoren.
Stress kan ook dieren fataal worden, bijvoorbeeld tijdens veetransporten.